# Yua austro-orientalis
Yua austro-orientalis là một loài thực vật hai lá mầm trong họ Nho. Loài này được (F.P. Metcalf) C.L. Li miêu tả khoa học đầu tiên năm 1990.